# Franz Seitz Sr.
Franz Seitz Sr. (Monaco di Baviera, 14 aprile 1887 – Schliersee, 7 marzo 1952) è stato un regista e sceneggiatore tedesco.
Anche il figlio Franz Seitz Jr. è stato un regista, oltre che sceneggiatore e produttore.

## Filmografia parziale

### Regista
- Das Milliardentestament (1920)
- Der letzte Schuß (1920)
- Die Flucht ins Jenseits oder: Die dunkle Gasse von New York (1921)
- Arme kleine Colombine (1927)
- Almenrausch und Edelweiss (1928)
- Hinter Klostermauern (1928)
- Bruder Bernhard (1929)
- Die Mutter der Kompagnie (1931)
- Wenn dem Esel zu wohl ist... (1932)
- Der Schützenkönig (1932)
- Die blonde Christl (1933)
- Der Meisterdetektiv (1933)
- S.A.-Mann Brand (1933)
- Achtung! Wer kennt diese Frau? (1934)
- Bei der blonden Kathrein (1934)
- Zwischen Himmel und Erde (1934)
- Der Kampf mit dem Drachen (1935)
- Der ahnungslose Engel (1936)
- Es waren zwei Junggesellen (1936)
- So weit geht die Liebe nicht (1937)
- Skandal um den Hahn (1938)
- Das jüngste Gericht (1940)
- Die Erbin vom Rosenhof (1942)
- Der letzte Schuß (1951)

### Sceneggiatore
- Das Milliardentestament (1920)
- Der letzte Schuß (1920)
- Der Vampyr (1920)
- Die Flucht ins Jenseits oder: Die dunkle Gasse von New York (1921)
- Arme kleine Colombine (1927)
- Die Mutter der Kompagnie (1931)
- Wenn dem Esel zu wohl ist... (1932)
- Das jüngste Gericht (1940)
- Die Erbin vom Rosenhof (1942)
- Zwei in einem Anzug (1950)
- Der letzte Schuß (1951)